# Akihiro Sakata
Akihiro Sakata (阪田 章裕 Sakata Akihiro?, nacido el 16 de mayo de 1984 en Kioto) es un futbolista japonés que se desempeña como defensa.

## Trayectoria

### Clubes
| Club                | País  | Año         |
| ------------------- | ----- | ----------- |
| Cerezo Osaka        | Japón | 2007 - 2008 |
| Shonan Bellmare     | Japón | 2009 - 2010 |
| Oita Trinita        | Japón | 2011 - 2015 |
| AC Nagano Parceiro  | Japón | 2016 - 2017 |
| Fukushima United FC | Japón | 2018 -      |

## Estadística de carrera

### J. League
| Club               | Año   | J. League | J. League | Copa J. League | Copa J. League | Total | Total |
| Club               | Año   | Part.     | Goles     | Part.          | Goles          | Part. | Goles |
| ------------------ | ----- | --------- | --------- | -------------- | -------------- | ----- | ----- |
| Cerezo Osaka       | 2007  | 4         | 0         | -              | -              | 4     | 0     |
| Cerezo Osaka       | 2008  | 1         | 0         | -              | -              | 1     | 0     |
| Shonan Bellmare    | 2009  | 6         | 0         | -              | -              | 6     | 0     |
| Shonan Bellmare    | 2010  | 9         | 0         | 3              | 0              | 12    | 0     |
| Oita Trinita       | 2011  | 20        | 0         | -              | -              | 20    | 0     |
| Oita Trinita       | 2012  | 40        | 4         | -              | -              | 40    | 4     |
| Oita Trinita       | 2013  | 23        | 2         | 1              | 0              | 24    | 2     |
| Oita Trinita       | 2014  | 28        | 1         | -              | -              | 28    | 1     |
| Oita Trinita       | 2015  | 11        | 1         | -              | -              | 11    | 1     |
| AC Nagano Parceiro | 2016  | 30        | 2         | -              | -              | 30    | 2     |
| AC Nagano Parceiro | 2017  | 10        | 0         | -              | -              | 10    | 0     |
| Total              | Total | 182       | 10        | 4              | 0              | 186   | 10    |